# Breizh Cola

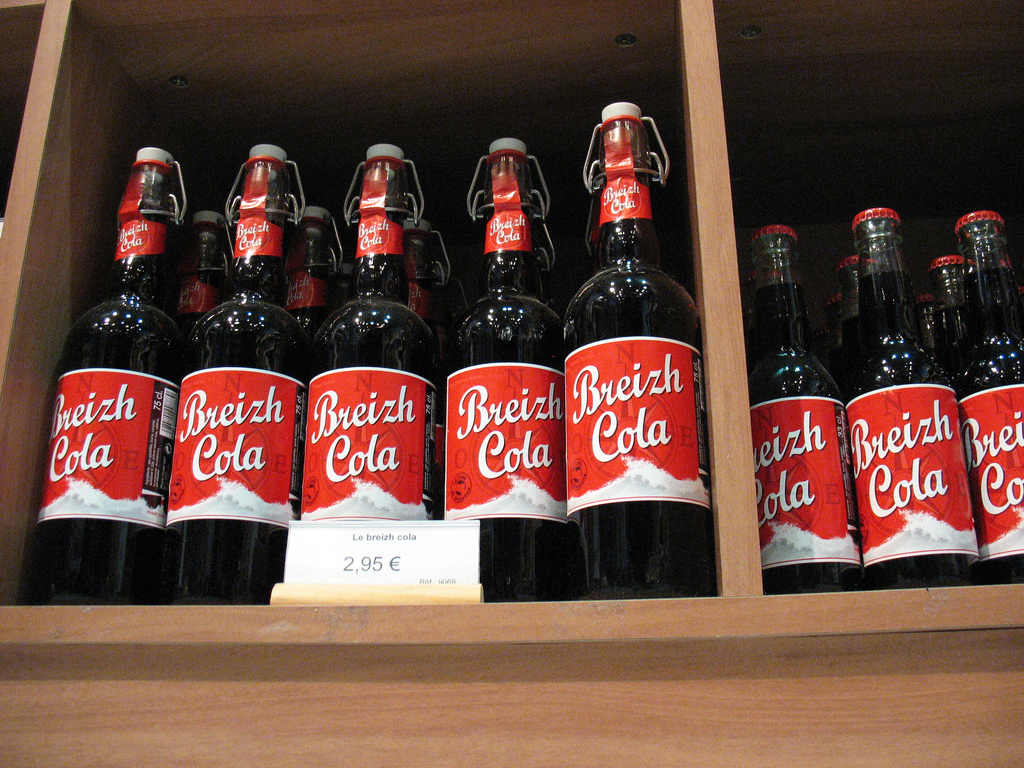
Breizh Cola.

Breizh Cola, Bretagnes Cola, är en coladryck som tillverkas i Bretagne, Frankrike och är en lokal konkurrent till de stora etablerade märkena (i synnerhet Coca-cola och Pepsi).